# Альмезе
Альмезе (італ. Almese, п'єм. Almèis) — муніципалітет в Італії, у регіоні П'ємонт,  метрополійне місто Турин.
Альмезе розташоване на відстані близько 550 км на північний захід від Рима, 25 км на захід від Турина.
Населення — 6408 осіб (2014).
Щорічний фестиваль відбувається 12 вересня. Покровитель — Nome di Maria.

## Демографія
Населення за роками:

Станом на 1 січня 2023 року в муніципалітеті офіційно проживав 271 іноземець з 40 країн, серед них 196 громадян країн Євросоюзу та 8 громадян України.

## Сусідні муніципалітети
- Авільяна
- Казелетте
- Руб'яна
- Валь-делла-Торре
- Віллар-Дора

## Міста-побратими
- Щирк, Польща